# آینزاتس‌کماندو
آینزاتس‌کماندو (به آلمانی:Einsatzkommandos) یک گروه شامل پنج گروه زیرمجموعه جوخه‌های سیار کشتار آینزاتس‌گروپن در جنگ جهانی دوم بود که توسط سران آلمان نازی سازماندهی شد. این گروه که متشکل از اعضای اس‌اس و گشتاپو بود وظیفه داشت که یهودیان، کولیها، افراد سرشناس لهستانی، هم‌جنس‌گرایان، کمونیستها و همدستان اِن‌کاوه‌ده را در نواحی اشغال شده (همزمان با پیشروی ارتش آلمان) نابود کند. پس از جنگ چندین تن از رهبران این نیروها در دادگاهی موسوم به دادگاه آینزاتس‌گروپن به جرم جنایت جنگی محاکمه شدند.

## سازماندهی آینزاتس‌گروپن
آینزاتس‌گروپن گروه‌هایی شبه‌نظامی بودند که در سال ۱۹۳۸ توسط راینهارد هایدریش رئیس اس دی و زیپو به‌وجود آمدند. اولین گروه آینزاتس‌گروپن در سال ۱۹۳۹ و همزمان با شروع اشغال لهستان و آغاز جنگ جهانی دوم به وجود آمد. در سال ۱۹۴۱ به دستور هیتلر و هاینریش هیملر دوباره برای شرکت در عملیات بارباروسا سازماندهی شدند. فرماندهی این گروه را راینهارد هایدریش به عنوان رئیس اداره اصلی امنیت رایش تا زمان ترورش برعهده داشت و سپس ارنست کالتنبرنر جای او را گرفت.
هیتلر به اس دی دستور داده بود که خطر گروه‌های مقاومت محلی در پشت خط مقدم ورماخت را دفع کند. هایدریش در ملاقاتی که با ادوارد واگنر نماینده ویلهلم کایتل وزیر جنگ آلمان داشت، در همکاری ارتش آلمان با واحدهای اس دی و پلیس امنیت در نواحی عملیاتی ورماخت به توافق رسید. وظیفه اصلی آن‌ها به گفته اریش فون دم باخ-زلوسکی در دادگاه نورنبرگ: «نابودی یهودیان، کولی‌ها و کمیسارهای سیاسی شوروی بود». آن‌ها در اجرای فرمان راه حل نهایی نقش کلیدی داشتند.
فرماندهان ارتش آلمان از وظیفه آینزاتس‌گروپن اطلاع داشتند. این نیروها برای تأمین جیره غذایی خود و نقل و انتقالات به ارتش وابسته بودند. روابط میان ارتش و اس دی و زیپو نزدیک بود. فرماندهان آینزاتس‌گروپن گزارش می‌دادند که درک فرماندهان ارتش از وظیفه آن‌ها کار آن‌ها را به‌طور قابل ملاحظه‌ای آسان کرده‌است.
با شروع عملیات بارباروسا در ژوئن ۱۹۴۱ چهار گروه آینزاتس‌گروپن شکل گرفت که هر کدام با یک گروه ارتش کار می‌کردند. آینزاتس‌گروپن A با گروه ارتش شمالی، آینزاتس‌گروپن B با گروه ارتش مرکزی، آینزاتس‌گروپن C با گروه ارتش جنوبی و آینزاتس‌گروپن D با ارتش یازدهم همکاری می‌کرد. افسران آینزاتس‌گروپن از میان اعضای اس دی، گشتاپو، کریپو و وافن اس‌اس بودند.

## اولین گروه‌های آینزاتس‌گروپن در لهستان اشغالی
هشت گروه اولیه آینزاتس‌گروپن در سال ۱۹۳۹ و همزمان با شروع اشغال لهستان و آغاز جنگ جهانی دوم تشکیل شدند. این گروه‌ها در که متشکل از اعضای گشتاپو، کریپو و اس دی بودند، در اجرای عملیات تاننبرگ و اینتلیگنتزاکتیون که تا بهار ۱۹۴۰ به طول انجامید نقش کلیدی داشتند. مدت‌ها پیش از آغاز جنگ نازی‌ها فهرستی از افراد مورد نظر خود در لهستان را در کتاب پیگرد ویژه لهستان ثبت کرده بودند. این فهرست که شامل بیش از ۶۱٬۰۰۰ نام بود به کمک اقلیت آلمانی ساکن لهستان تهیه شده بود و ۱۹۲ صفحه داشت. این فهرست تنها شامل نام و تاریخ تولد افراد بود و شامل سیاست‌مداران، بازیگران، پزشکان، وکیلان، روشنفکران، اشراف، کشیشان و افسران می‌شد. تا پایان سال ۱۹۳۹ این نیروها بیش از ۵۰٬۰۰۰ لهستانی و یهودی و بیش از ۱۰۰۰ اسیر جنگی را در نواحی اشغال شده به قتل رساندند.
این هشت گروه آینزاتس‌گروپن عبارت بودند از:
1. آینزاتس‌گروپن I یا EG I–Wien: به فرماندهی برونو اشترکنباخ،[۸] پیشروی به همراه ارتش چهاردهم
  1. آینزاتس‌کماندو 1/I: به فرماندهی لودیگ هان
  2. آینزاتس‌کماندو 2/I: به فرماندهی برونو مولر
  3. آینزاتس‌کماندو 3/I: به فرماندهی آلفرد هاسلبرگ
  4. آینزاتس‌کماندو 4/I: به فرماندهی کارل برونر
2. آینزاتس‌گروپن II یا EG II–Oppeln: به فرماندهی امانوئل شفر،[۸] پیشروی به همراه ارتش دهم
  1. آینزاتس‌کماندو 1/II: به فرماندهی اوتو زنس
  2. آینزاتس‌کماندو 2/II: به فرماندهی کارل-هاینتس روکس
3. آینزاتس‌گروپن III یا EG III–Breslau: به فرماندهی هانس فیشر،[۸] پیشروی به همراه ارتش هشتم
  1. آینزاتس‌کماندو 1/III: به فرماندهی ویلهلم شارپوینکل
  2. آینزاتس‌کماندو 2/III: به فرماندهی فریتس لیپهارت
4. آینزاتس‌گروپن IV یا EG IV–Dramburg: به فرماندهی لوتهار بویتل[۸] و یوزف آلبرت مایزینگر، پیشروی به همراه ارتش چهارم ورماخت در پومرانی
  1. آینزاتس‌کماندو 1/IV: به فرماندهی هلموت بیشوف
  2. آینزاتس‌کماندو 2/IV: به فرماندهی والتر هامر
5. آینزاتس‌گروپن V یا EG V–Allenstein: به فرماندهی ارنست دامتسوگ،[۸] پیشروی به همراه ارتش سوم
  1. آینزاتس‌کماندو 1/V: به فرماندهی هاینتس گرفه
  2. آینزاتس‌کماندو 2/V: به فرماندهی روبرت شفه
  3. آینزاتس‌کماندو 3/V: به فرماندهی والتر آلبات
6. آینزاتس‌گروپن VI: به فرماندهی اریش ناومان در لهستان بزرگ
  1. آینزاتس‌کماندو 1/VI: به فرماندهی فرانتس زومر
  2. آینزاتس‌کماندو 2/VI: به فرماندهی گرهارد فلش
7. آینزاتس‌گروپن z. B.V: به فرماندهی اودو فون وویرش و اتو راش در سیلزی
8. آینزاتس‌کماندو ۱۶: به فرماندهی رودولف تروگر

گروه آینزاتس‌کماندو ۱۶ در کشتارهای پیاشنیتسا که در میان پاییز ۱۹۳۹ تا بهار ۱۹۴۰ اتفاق افتاد نقش داشت. در آن زمان تقریباً بین ۱۲٬۰۰۰ تا ۱۶٬۰۰۰ لهستانی، یهودی، چکی و آلمانی کشته شدند.

## آینزاتس‌گروپن A
این گروه در ۲۳ ژوئن ۱۹۴۱ در گوسف به وجود آمد.فرانتس اشتالکر اولین فرمانده این گروه توانست این گروه را تا مرز لیتوانی گسترش دهد. اعضای گروه وی شامل ۳۴۰ نفر از وافن اس‌اس، ۸۹ نفر از گشتاپو، ۳۵ نفر از اس دی، ۱۳۳ از نفر از اورپو و ۴۱ نفر از کریپو بودند.
فرماندهان:
1. دکتر فرانتس اشتالکر (۲۲ ژوئن ۱۹۴۱–۲۳ مارس ۱۹۴۲)
2. هاینتس یوست (۲۹ مارس - ۲ سپتامبر ۱۹۴۲)
3. دکتر هومبرت آخامر-پیفرادر (۱۰ سپتامبر ۱۹۴۲–۴ سپتامبر ۱۹۴۳)
4. فریدریش پانتسینگر (۵ سپتامبر ۱۹۴۳–۶ می ۱۹۴۴)
5. دکتر ویلهلم فوکس (۶ می - ۱۰ اکتبر ۱۹۴۴)

### زوندرکماندو 1a
1. دکتر مارتین زاندبرگر (ژوئن ۱۹۴۱–۱۹۴۳)
2. برنهارد باتس (۱ اوت ۱۹۴۳–۱۵ اکتبر ۱۹۴۴)

### زوندرکماندو 1b
1. اریش ارلینگر (ژوئن - نوامبر ۱۹۴۱)
2. والتر هوفمان (ژانویه - مارس ۱۹۴۲)
3. دکتر ادوارد اشتراوخ (مارس - اوت ۱۹۴۲)
4. دکتر اریش ایسلهورست (۳۰ ژوئن - ۱ اکتبر ۱۹۴۳)

### آینزاتس‌کماندو 1a
1. دکتر مارتین زاندبرگر (۱۹۴۲)
2. کارل چیرشکی (۱۹۴۲)
3. دکتر اریش ایسلهورست (نوامبر ۱۹۴۲ - ژوئن ۱۹۴۳)

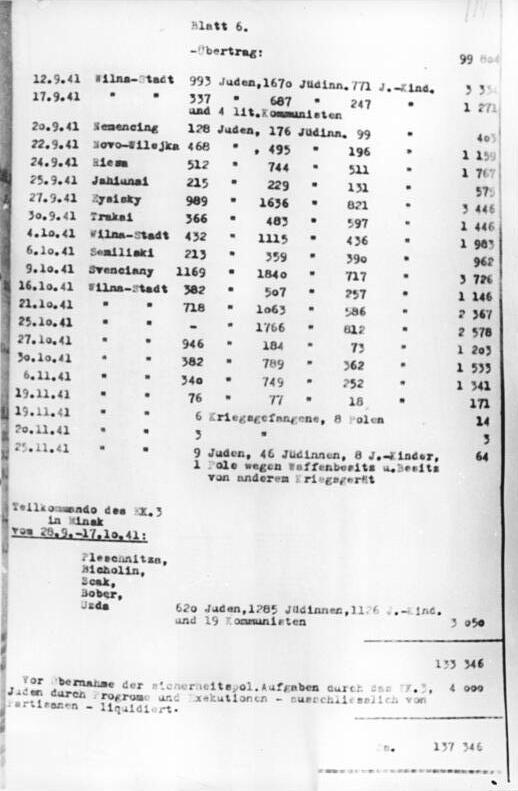
گزارش یگر

4. برنهارد باتس (ژوئن - اوت ۱۹۴۲)

### آینزاتس‌کماندو 1b
1. دکتر هرمان هوبیگ (ژوئن - اکتبر ۱۹۴۲)
2. دکتر مانفرد پشاو (اکتبر - نوامبر ۱۹۴۲)

### آینزاتس‌کماندو 1c
1. کورت گراف (۱ اوت - ۲۸ نوامبر ۱۹۴۲)

### آینزاتس‌کماندو ۲
1. رودولف باتس (ژوئن - ۴ نوامبر ۱۹۴۱)
2. دکتر ادوارد اشتراوخ (۴ نوامبر - ۲ دسامبر ۱۹۴۱)
3. دکتر رودولف لانگه (۳ دسامبر ۱۹۴۱–۱۹۴۴)
4. دکتر مانفرد پچاو (اکتبر ۱۹۴۲)
5. راینهارد بردر (۲۶ مارس - ژوئیه ۱۹۴۳)
6. اسوالد پوشه (۳۰ ژوئیه ۱۹۴۳–۲ مارس ۱۹۴۴)

### آینزاتس‌کماندو ۳
1. کارل یگر (ژوئن ۱۹۴۱–۱ اوت ۱۹۴۳)
2. دکتر ویلهلم فوکس (۱۵ سپتامبر ۱۹۴۳–۲۷ می ۱۹۴۴)
3. هانس-یواخیم بومه (۱۱ می - ژوئیه ۱۹۴۴)

#### گزارش یگر
گزارشی است که در یک دسامبر ۱۹۴۱ توسط کارل یگر (فرمانده آینزاتس‌کماندو ۳ آینزاتس‌گروپن که همراه با گروه ارتش شمالی در عملیات بارباروسا پیشروی می‌کرد) نوشته شد. این گزارش یکی از مهم‌ترین اسنادیست که وقوع هولوکاست در لیتوانی، لتونی و بلاروس را ثابت می‌کند. گزارش یگر گزارش پاکسازی ۱۳۷٬۳۴۶ نفر در لیتوانی را نشان می‌دهد که عمدتاً یهودی بودند. گزارش شامل تاریخ و محل دقیق کشتارها، شمار قربانیان و علت کشتن (یهودی بودن، کمونیست بودن، مجرم بودن و غیره) است. در مجموع گزارش نشان‌دهنده انجام بیش از ۱۰۰ مورد اعدام در ۷۱ محل متفاوت است.

## آینزاتس‌گروپن B
این گروه کمی پس از شروع عملیات بارباروسا به وجود آمد و تحت فرماندهی آرتور نبه با ۶۵۵ نفر نیرو در ۲۴ ژوئن ۱۹۴۱ از شهر پوزنان عازم عملیات شد.این گروه علاوه بر کشتار جمعی، دست به اعدام‌های جمعی در ملاًعام به عنوان یک تاکتیک برای ترس انداختن به دل مردم محلی مناطق تحت اشغال می‌زد. در گزارشی از این گروه به تاریخ ۹ اکتبر ۱۹۴۱ یک نمونه از این نوع اعدام‌های در ملاًعام ذکر شده‌است. به‌دلیل شک آلمان‌ها به انجام فعالیت‌های پارتیزانی در نزدیکی شهر دمیدوف، تمامی ساکنان مرد بین ۱۵ تا ۵۵ سال در کمپی در برابر دید عموم قرار داده شدند. ۴۰۰ نفر از ساکنان شهر برای تماشای اعدام گردآوری شده بودند. ۵ نفر از افراد داخل کمپ به‌دار آویخته شدند و باقی با شلیک گلوله اعدام شدند.
در ۱۴ نوامبر ۱۹۴۱ نبه به برلین گزارش داد که تا آن لحظه ۴۵٬۰۰۰ نفر را کشته‌است. در پیام دیگری به تاریخ ۱۵ دسامبر ۱۹۴۲ آمده‌است که آینزاتس‌گروپن B در مجموع ۱۳۴٬۲۹۸ را کشته‌است. از سال ۱۹۴۳ کشتارهای این واحد کاهش یافت. در اوت ۱۹۴۴ این واحد منحل شد.
فرماندهان:
1. آرتور نبه (ژوئن - نوامبر ۱۹۴۱)
2. اریش ناومان (نوامبر ۱۹۴۱ - مارس ۱۹۴۳)
3. هورست بومه (۱۲ مارس - ۲۸ اوت ۱۹۴۳)
4. اریش ارلینگر (۲۸ اوت ۱۹۴۳ - آوریل ۱۹۴۴)
5. هاینریش زیتسن (۲۸ آوریل - اوت ۱۹۴۴)
6. هورست بومه (اوت ۱۹۴۴)

در حدود ۵ ژوئیه ۱۹۴۱ آرتور نبه آینزاتس‌گروپن B را در نزدیکی مینسک مستقر کرد، قرارگاهی در آن‌جا درست کرد و به مدت دو ماه در آن‌جا ماند. نبه تصمیم گرفت زوندرکماندو 7a و زوندرکماندو 7b و واحد Vorkommando Moskau به دنبال ارتش گروه مرکزی پیشروی کنند و آینزاتس‌کماندوهای ۸ و ۹ اطراف مناطق آن‌ها را پاکسازی کنند.
در ۵ اوت ۱۹۴۱ نبه گروه آینزاتس‌گروپن B را به سمت اسمولنسک پیش برد؛ جایی‌که واحد Vorkommando Moskau در آن‌جا متمرکز بودند. یک روز بعد آینزاتس‌کماندو ۸ به مینسک رسید و تا ۹ سپتامبر ۱۹۴۱ در آن‌جا ماند. پس از مینسک به موگلیف رسید که کلیه قرارگاه‌های اصلی آن در آن‌جا بودند. از آن‌جا آینزاتس‌کماندو ۸ کشتارهایی را در شهرهای بابرویسک، گومل، روسلافل و کلینتسی علیه یهودیان و دیگر شهروندان این شهرها صورت دادند.
در همان زمان واحد آینزاتس‌کماندو ۹ از شهر اولکو آغاز به کار کرد. این واحد در ۲ ژوئیه به ویلنیوس رسید و کشتارهایی را در گرودنو و بیلسک پودلاسکی ترتیب داد. در ۲۰ ژوئیه قرارگاه‌های خود را به ویتبسک انتقال داد، کشتارهایی را در پولوتسک، نول، لپیل و سوراژ صورت داد. سپس به سمت ویازما پیشروی کرد و کشتارهایی را در گاگارین و موژایسک ترتیب داد. حمله متقابل شوروی باعث شد که این نیرو در ۲۱ دسامبر ۱۹۴۱ تا ویتبسک عقب‌نشینی کرد. همزمان با تلاش برای تصرف مسکو واحد Vorkommando Moskau تا مالویاروسلاوتس پیشروی کرد که ورماخت در ۱۸ اکتبر ۱۹۴۱ آن را تصرف کرده بود. عملیات‌ها بسیار سریع انجام می‌شد تا مانع فرار یهودیان از منطقه شوند.

### زوندرکماندو 7a
این واحد تحت فرماندهی والتر بلومه و همزمان با ارتش نهم به فرماندهی آدولف اشتراوس پیشروی می‌کرد. در ۲۷ ژوئن به ویلنیوس رسید و تا ۳ ژوئیه در آن‌جا ماند.این شهر به‌دست آینزاتس‌گروپن A افتاد و این واحد به کروا در نزدیکی مینسک فرستاده شد. این واحد در شهرهای ویلنیوس، نول، ویتبسک، ویازما، کلینتسی، هارادوک، رژف، ولیژ و تور فعالیت داشت و ۱٬۳۴۴ نفر را اعدام کرد.
فرماندهان:
1. والتر بلومه (ژوئن - سپتامبر ۱۹۴۱)
2. اویگن اشتایمله (سپتامبر - دسامبر ۱۹۴۱)
3. کورت ماچکه (دسامبر ۱۹۴۱ - فوریه ۱۹۴۲)
4. آلبرت راپ (فوریه ۱۹۴۲–۲۸ ژانویه ۱۹۴۳)
5. هلموت لوس (ژوئن ۱۹۴۳ - ژوئن ۱۹۴۴)
6. گرهارد باست (ژوئن - اکتبر یا نوامبر ۱۹۴۴)

### زوندرکماندو 7b
این واحد در شهرهای برست، مینسک، کوبرین، پروژانی، اسلونیم، بارانویچی، کلینتسی، استوبتسی، اورشا، بریانسک، کورسک و اریول فعالیت می‌کرد و ۶٬۷۸۸ نفر را اعدام کرد.
فرماندهان:
1. گونتر راوش (ژوئن ۱۹۴۱ - ژانویه یا فوریه ۱۹۴۲)
2. آدولف اوت (فوریه ۱۹۴۲ - ژانویه ۱۹۴۳)
3. یوزف آوینگر (ژوئیه ۱۹۴۲ - ژانویه ۱۹۴۳)
4. کارل-گئورگ رابه (ژانویه یا فوریه ۱۹۴۳ - اکتبر ۱۹۴۴)

### زوندرکماندو 7c
به بخش Vorkommando Moskau نگاه شود.
فرماندهان:
1. فریدریش-ویلهلم بوک (ژوئن ۱۹۴۲)
2. ارنست اشموکر (۱۹۴۲)
3. ویلهلم بلوم (۱۹۴۲ - ژوئیه ۱۹۴۳)
4. هانس اکهارت (ژوئیه - دسامبر ۱۹۴۳)

### آینزاتس‌کماندو ۸
این واحد در شهرهای مینسک، بارانویچی، بریانسک، موگلیف، واوکویسک و لاگویسک فعالیت می‌کرد و ۷۴٬۷۴۰ نفر را اعدام کرد.
فرماندهان:
1. دکتر اوتو برادفیش (ژوئن ۱۹۴۱–۱ آوریل ۱۹۴۲)
2. هاینتس ریشتر (۱ آوریل - سپتامبر ۱۹۴۲)
3. دکتر اریش ایسلهورست (سپتامبر - نوامبر ۱۹۴۲)
4. هانس-گرهارد شیندهلم (۷ نوامبر ۱۹۴۲ - اکتبر ۱۹۴۳)
5. آلفرد رندورفر (؟)

### آینزاتس‌کماندو ۹
این واحد در شهرهای ویلنیوس، بیلسک پودلاسکی، گرودنو، نول، لپیل، لیدا، سوراژ، ویازما، موژایسک، ویتبسک، گاگارین، اسمولنسک و وارنا فعالیت می‌کرد و ۴۱٬۳۴۰ نفر را اعدام کرد.
فرماندهان:
1. آلفرد فیلبرت (ژوئن - ۲۰ اکتبر ۱۹۴۱)
2. اسوالد شفر (اکتبر ۱۹۴۱ - فوریه ۱۹۴۲)
3. ویلهلم ویبنس (فوریه ۱۹۴۲ - ژانویه ۱۹۴۳)
4. دکتر فریدریش بوشارت (ژانویه ۱۹۴۳ - اکتبر ۱۹۴۳)
5. ورنر کمپف (اکتبر ۱۹۴۳ - مارس ۱۹۴۴)

### Vorkommando Moskau
این واحد همان واحد زوندرکماندو 7c بود اما پیش از تلاش برای تصرف مسکو. پس از آن‌که تلاش برای سقوط شهر بی‌نتیجه ماند، این واحد به زوندرکماندو 7c تغییر نام داد و در اسمولنسک فعالیت کرد و ۴٬۶۶۰ نفر را اعدام کرد.
فرماندهان:
1. پروفسور دکتر فرانتس زیکس (۲۰ ژوئن - ۲۰ اوت ۱۹۴۱)
2. والدمار کلینگلهوفر (اوت - سپتامبر ۱۹۴۱)
3. دکتر اریش کورتینگ (سپتامبر - دسامبر ۱۹۴۱)
4. دکتر فریدریش بوشارت (دسامبر ۱۹۴۱ - ژانویه ۱۹۴۲)
5. فریدریش-ویلهلم بوک (ژانویه - ژوئن ۱۹۴۲)

## آینزاتس‌گروپن C
این واحد با گروه ارتش جنوبی پیشروی می‌کرد و در مجموع ۱۱۸٬۳۴۱ نفر را اعدام کرد.
فرماندهان:
1. دکتر اتو راش (ژوئن - اکتبر ۱۹۴۱)
2. ماکس توماس (اکتبر ۱۹۴۱–۲۹ آوریل ۱۹۴۳)
3. هورست بومه (۶ سپتامبر ۱۹۴۳ - مارس ۱۹۴۴)

### آینزاتس‌کماندو 4a
این واحد در شهرهای لووف، کیف، کورسک، لوتسک، ریونه، یاهوتین، ژیتومیر، پریاسلاف-خملنیتسکیی، رادومیشل، لوبنی، پولتاوا و خارکیف پیشروی می‌کرد و ۵۹٬۰۱۸ نفر را اعدام کرد.
فرماندهان:
1. پاول بلوبل (ژوئن ۱۹۴۱–۱۳ ژانویه ۱۹۴۲)
2. اروین واینمان (۱۳ ژانویه - ۲۷ ژوئیه ۱۹۴۲)
3. اویگن اشتایمله (اوت ۱۹۴۲–۱۵ ژانویه ۱۹۴۳)
4. فریدریش اشمیت (ژانویه و فوریه ۱۹۴۳)
5. تئودور کریستنسن (مارس - دسامبر ۱۹۴۳)

### آینزاتس‌کماندو 4b
این واحد در لووف، پولتاوا، ترنوپیل، روستوف، کرمنچوک، اسلوفیانسک، وینیتسا، خملنیتسکیی و کراماتورسک فعالیت می‌کرد و ۶٬۳۲۹ نفر را اعدام کرد.
فرماندهان:
1. گونتر هرمان (ژوئن - اکتبر ۱۹۴۱)
2. فریتس براونه (۲ اکتبر ۱۹۴۱–۲۱ مارس ۱۹۴۲)
3. دکتر والتر هنش (مارس - ژوئیه ۱۹۴۲)
4. آگوست مایر (ژوئیه - نوامبر ۱۹۴۲)
5. فریدریش زور (نوامبر ۱۹۴۲ - اوت ۱۹۴۳)
6. والدمار کراوزه (اوت ۱۹۴۳ - ژانویه ۱۹۴۴)

### آینزاتس‌کماندو ۵
این واحد در لووف، اسکویرا، کیف، برودی، دوبنو و بردیچیف فعالیت می‌کرد.
فرماندهان:
1. اروین شولتز (ژوئن - اوت ۱۹۴۱)
2. آگوست مایر (سپتامبر ۱۹۴۱ - ژانویه ۱۹۴۲)

### آینزاتس‌کماندو ۶
این واحد در شهرهای خملنیتسکیی، لووف، ژیتومیر، وینیتسا، تسلوکتسوف، روستوف، دونتسک، دنیپرو و کریفیی ریه فعالیت می‌کرد و ۵٬۵۷۷ را اعدام کرد.
1. دکتر ارهارد کروگر (ژوئن - نوامبر ۱۹۴۱)
2. روبرت مور (نوامبر ۱۹۴۱ - سپتامبر ۱۹۴۲)
3. ارنست بیبرشتاین (سپتامبر ۱۹۴۲ - می ۱۹۴۳)
4. فریدریش زور (اوت - نوامبر ۱۹۴۳)

## آینزاتس‌گروپن D
این واحد که همراه با ارتش یازدهم پیشروی می‌کرد، در ژوئن ۱۹۴۱ تشکیل شد و تا مارس ۱۹۴۳ به فعالیت خود ادامه داد.این واحد در مناطق کریمه، کیشی‌نف، ترانسیلوانیا و کرنیوتسی فعالیت می‌کرد و ۹۱٬۷۲۸ نفر را اعدام کرد. در مارس ۱۹۴۳ به یک گروه ضدپارتیزانی تغییر ماهیت داد.
فرماندهان:

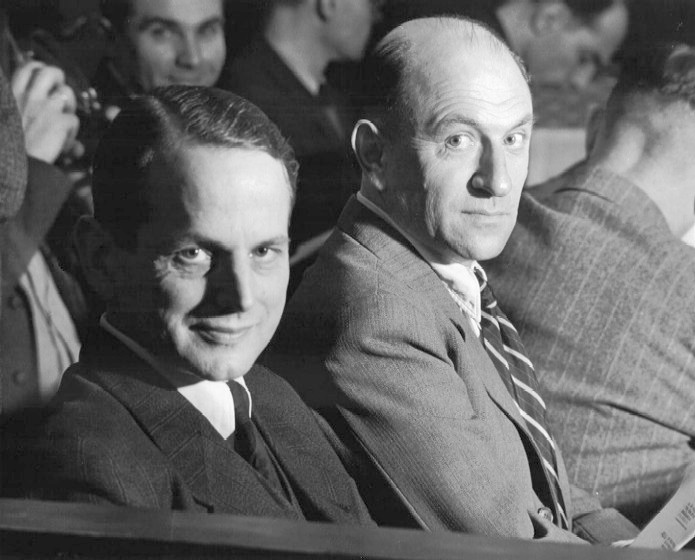
اوتو اولندرف و هاینتس یوست در دادگاه آینزاتس‌گروپن

1. دکتر اوتو اولندرف (ژوئن ۱۹۴۱ - ژوئیه ۱۹۴۲)
2. والتر بیرکامپ (ژوئیه ۱۹۴۲ - مارس ۱۹۴۳)

### آینزاتس‌کماندو 10a
فرماندهان:
1. هاینریش زیتسن (ژوئن ۱۹۴۱ - ژوئیه ۱۹۴۲)
2. دکتر کورت کریستمان (اوت ۱۹۴۲ - ژوئیه ۱۹۴۳)

### آینزاتس‌کماندو 10b
فرماندهان:
1. آلویس پرشترر (ژوئن ۱۹۴۱ - دسامبر ۱۹۴۲)
2. ادوارد یدامتسیک (دسامبر ۱۹۴۲ - فوریه ۱۹۴۳)

### آینزاتس‌کماندو 11a
فرماندهان:
1. پاول تساپ (ژوئن ۱۹۴۱ - ژوئیه ۱۹۴۲)
2. فریتس ماور (ژوئیه - اکتبر ۱۹۴۲)
3. دکتر گرهارد باست (نوامبر - دسامبر ۱۹۴۲)
4. ورنر هرسمان (دسامبر ۱۹۴۲ - می ۱۹۴۳)

### آینزاتس‌کماندو 11b
فرماندهان:
1. هانس اونگلاوبه (ژوئن - ژوئیه ۱۹۴۱)
2. برونو مولر (ژوئیه - اکتبر ۱۹۴۱)
3. دکتر ورنر براونه (اکتبر ۱۹۴۱ - سپتامبر ۱۹۴۲)
4. پاول شولتز (سپتامبر ۱۹۴۲ - فوریه ۱۹۴۳)

### آینزاتس‌کماندو ۱۲
فرماندهان:
1. گوستاو آدولف نوسکه (ژوئن ۱۹۴۱ - فوریه ۱۹۴۲)
2. دکتر اریش مولر (فوریه - اکتبر ۱۹۴۲)
3. گونتر هرمان (اکتبر ۱۹۴۲ - مارس ۱۹۴۳)

## آینزاتس‌گروپن D
این واحد در کرواسی تشکیل شد و به همراه ارتش دوازدهم پیشروی می‌کرد و در شهرهای سارایوو، کنین، بانیا لوکا، زاگرب و وینکوتسی فعالیت داشت.
فرماندهان:
1. لودویگ تایشمان (اوت ۱۹۴۱ - آوریل ۱۹۴۳)
2. گونتر هرمان (آوریل ۱۹۴۳–۱۹۴۴)
3. ویلهلم فوکس (اکتبر - نوامبر ۱۹۴۴)

### آینزاتس‌کماندو 10b
1. یواخیم دویملینگ (مارس ۱۹۴۳ - ژانویه ۱۹۴۵)
2. فرانتس اسپرینتس (ژانویه - می ۱۹۴۵)

### آینزاتس‌کماندو 11a
1. رودولف کورندورفر (می ۱۹۴۳ - سپتامبر ۱۹۴۳)
2. آنتون فست (سپتامبر ۱۹۴۳–۱۹۴۵)

### آینزاتس‌کماندو ۱۵
1. ویلی وولتر (ژوئن ۱۹۴۳ - سپتامبر ۱۹۴۴)

### آینزاتس‌کماندو ۱۶
1. یوهانس توملر (ژوئیه - سپتامبر ۱۹۴۳)
2. یواخیم فرایتاگ (سپتامبر ۱۹۴۳ - اکتبر ۱۹۴۴)

### آینزاتس‌کماندو Agram
1. رودولف کورندورفر (سپتامبر ۱۹۴۳)

## آینزاتس‌گروپن صربستان
1. ویلهلم فوکس (آوریل ۱۹۴۱ - ژانویه ۱۹۴۲)
2. امانوئل شفر (ژانویه ۱۹۴۲)

## آینزاتس‌گروپن تونس
1. والتر راوف

## واحدهای برنامه‌ریزی‌شده آینزاتس‌گروپن برای آینده
- آینزاتس‌گروپن ۶:تحت فرماندهی فرانتس زیکس، برنامه‌ریزی‌شده برای بریتانیا.
- آینزاتس‌گروپن مصر: برنامه‌ریزی‌شده برای ساکنان یهودی خاورمیانه.

این واحدها هیچ‌گاه فعالیت نکردند.